# Сентрал-плаза (Гонконг)
Централ Плаза (англ. Central Plaza) — 78-этажный небоскреб в Гонконге. В здании располагаются в основном офисные помещения. Является 24-м по высоте зданием в Азии (самое высокое здание континента с 1992 по 1996 год) и 31-м по высоте в мире (на 2015 год).

## Фотографии

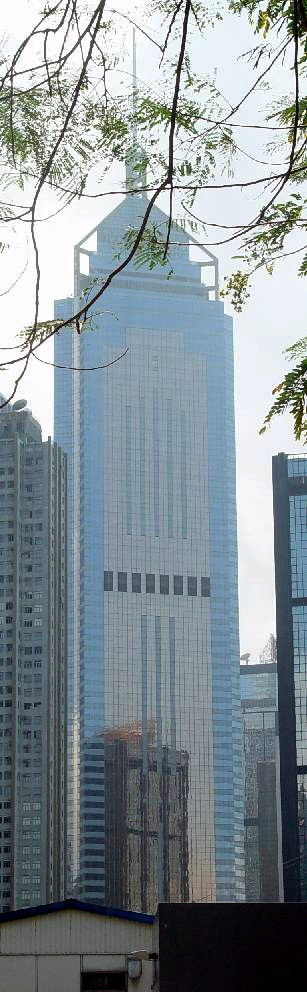
Central Plaza, 20 апреля 2003 года
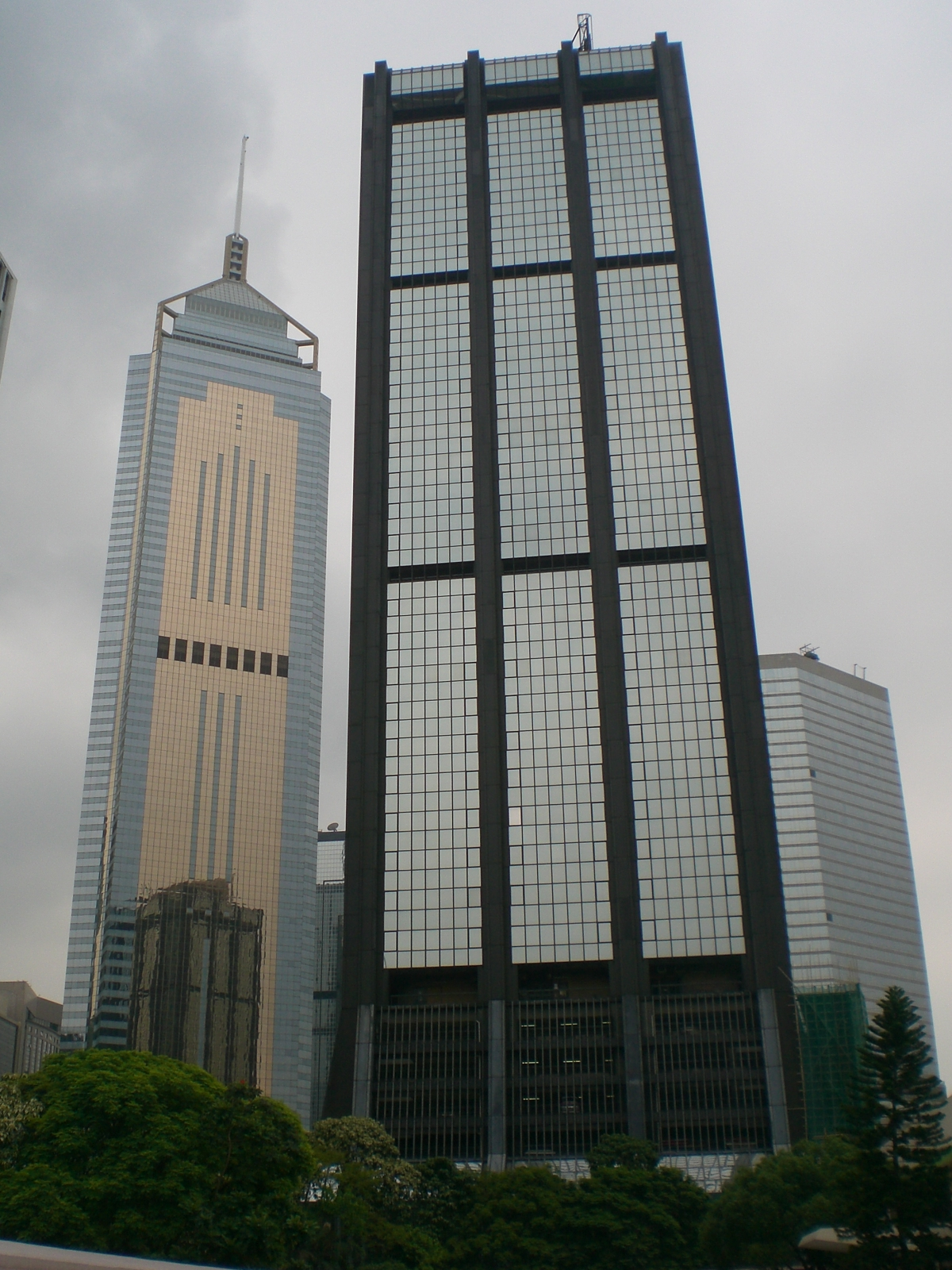
Central Plaza и Great Eagle Centre, 19 мая 2007 года
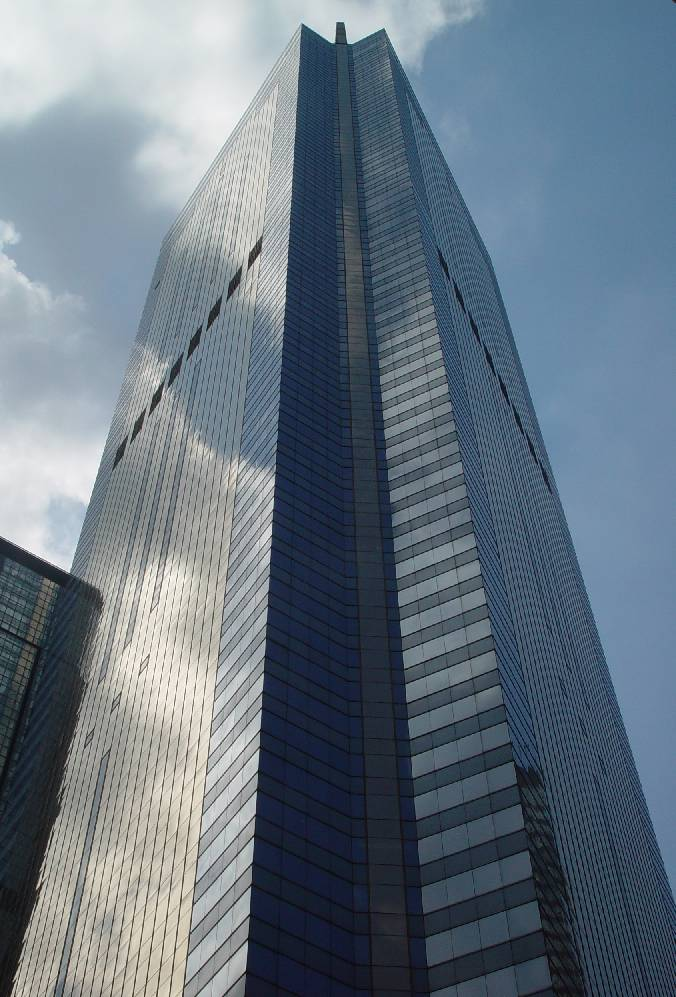
Треугольной формы этаж Central Plaza, 20 апреля 2003 года
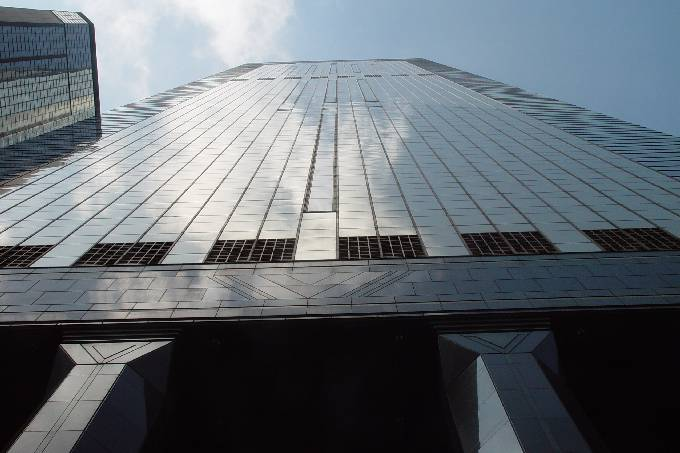
Вертикальный вид Central Plaza, 20 апреля 2003 года
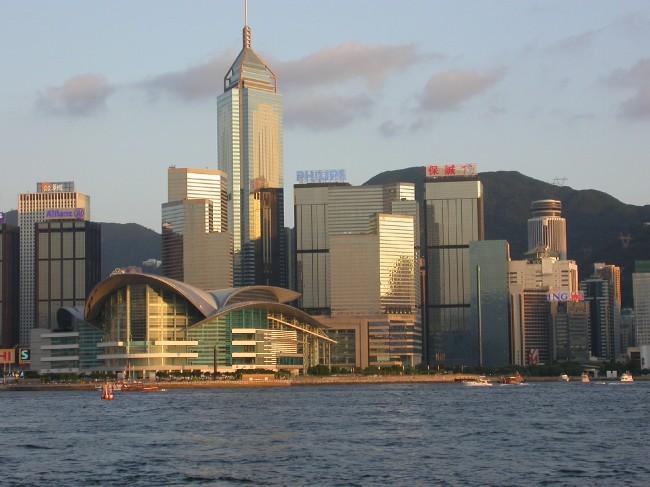
Вид с набережной Ванчай Hong Kong Convention and Exhibition Centre впереди и Central Plaza за ним, август 2005 года
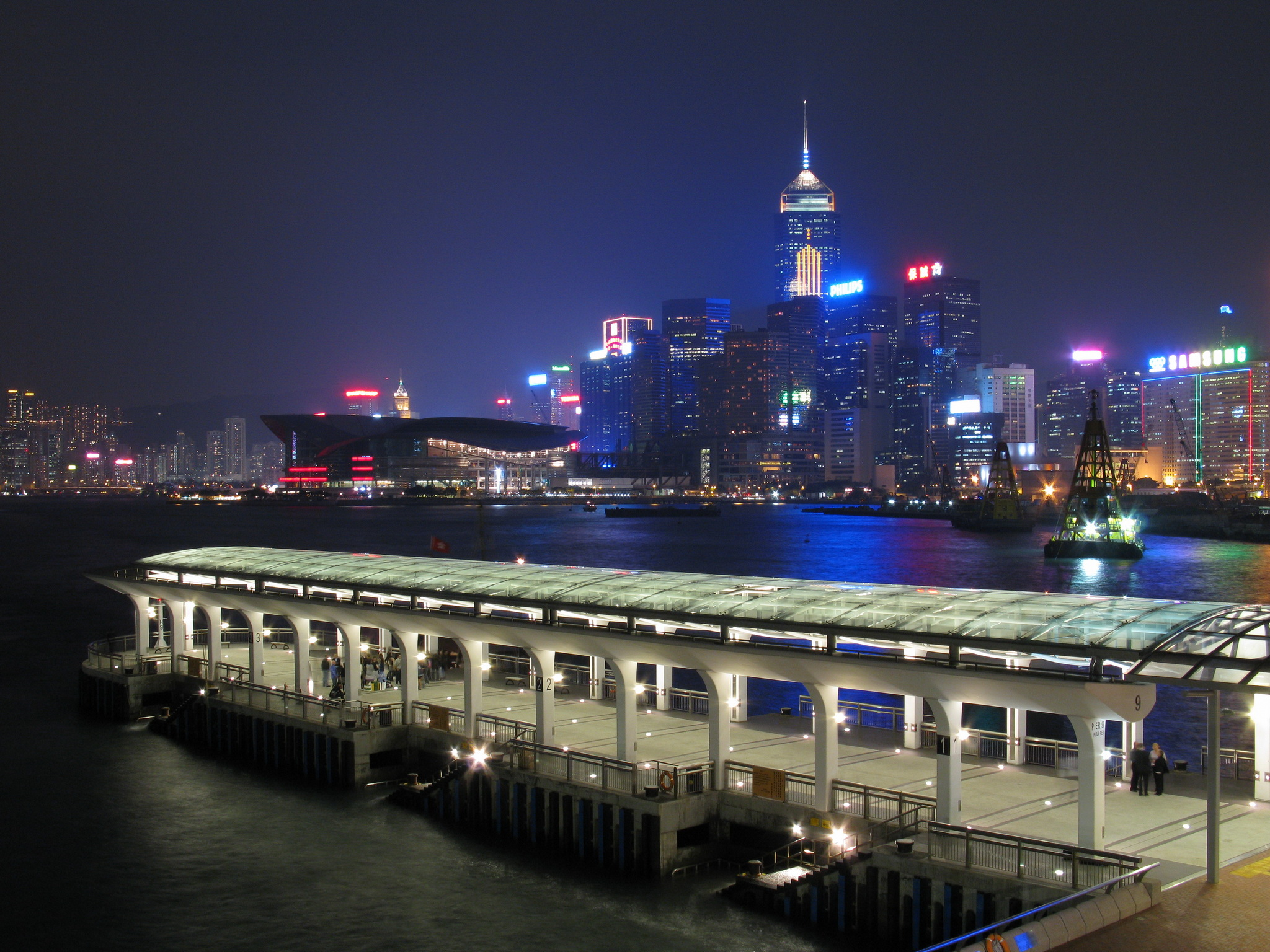
Вид с набережной Ванчай, Центральной Пьер, ноябрь 2007 года